# 分部信政
分部 信政（わけべ のぶまさ）は、江戸時代前期から中期にかけての大名。近江国大溝藩4代藩主。分部家5代。官位は従五位下・若狭守、隼人正。

## 生涯
承応元年（1653年）12月14日、旗本・池田長信の三男として誕生。長信は備中松山藩初代藩主・池田長幸の三男にあたる。
寛文7年（1667年）、16歳の時に、縁戚関係にあった大溝藩主分部嘉高の末期養子に迎えられる。嘉高の母は池田長常（長信の兄）の娘であり、すなわち嘉高の母と信政は従姉弟という関係にあたる。8月25日に遺領相続が認められる。9月5日に徳川家綱に御目見し、広光の脇差を献上した。12月28日、従五位下隼人正に叙任。
寛文9年（1669年）には領内が洪水による被害を受け、9月に幕府から3000石の米を貸し与えられた。寛文10年（1670年）4月22日、初めて領地入りのための暇を与えられる。
延宝4年（1676年）には再度水害を蒙り、10月に参勤交代の延期を願い出て許された。元禄2年（1689年）4月26日、戸田直武（元大目付・勘定奉行）を預けられる。元禄8年（1695年）、越前国丸岡藩の本多重益が改易されると、3月28日に命令を受けて丸岡城守衛を務めた。元禄15年（1702年）11月10日、若狭守に遷任。宝永7年（1710年）には加藤助之進を預けられた
正徳4年（1714年）6月23日、三男・光忠に家督を譲って隠居し。同年12月18日、大溝において死去。享年63。

## 系譜
特記事項のない限り、『寛政重修諸家譜』による。子の続柄の後に記した ( ) 内の数字は、『寛政譜』の記載順。
- 父：池田長信
- 母：朝比奈氏[2][注釈 3]
- 養父：分部嘉高
- 正室：伊東祐由（飫肥藩主）の娘
  - 女子(1)：伊東祐崇正室
  - 長男(2)：分部信秋
  - 女子(4)
  - 二男(5)：分部四郎五郎 - 早世
  - 女子(6)
- 側室：某氏
  - 女子(3)：河鰭実詮室
- 側室：加藤氏
  - 三男(7)：分部光忠

### 補足
- 正室の父・伊東祐由は、『寛政譜』の見出しでは「伊東祐次」と記され[8][9]、「今の呈譜」で「祐由」と記すとある[8]。
- 伊東祐由の家は実弟の伊東祐実が継いだ[10]。分部信政の娘が嫁いだ伊東祐崇は、この祐実の養子である（祐由・祐実の実の甥にあたる）[10]。祐崇は飫肥藩の世嗣であったが宝永4年（1707年）に病気を理由として嫡子の地位を返上し、延享4年（1747年）に没した[10]。信政の娘とは死別しており、継室を迎えている[10]。